# Beatriz Colombo
Beatriz Colombo (Rimini, 13 marzo 1978) è una politica italiana.

## Biografia
Nata a Rimini, vive a Riccione. È laureata in psicologia presso l’Università di Urbino. Di professione è un’agente in attività finanziarie.

### Attività politica
Da giugno 2022 è consigliere comunale di Riccione.
Alle elezioni politiche del 2022 viene eletta deputata nel collegio plurinominale Emilia-Romagna 02.

## Vita privata
Sposata con Giulio Mignani, ex coordinatore provinciale di Forza Italia e Presidente dell'Ordine dei Farmacisti di Rimini, ha due figli. Volontario di Protezione Civile.